# Philipp von Gundelsheim
Philipp von Gundelsheim (* 1487; † 14. September 1553 in Porrentruy) war Bischof von Basel von 1527 bis 1553.
Philipp stammte aus dem fränkischen Geschlecht derer von Gundelsheim. Er studierte in Heidelberg und später in Basel. Dort ist er auch als Domherr bezeugt. Als letzter Basler Fürstbischof zog er feierlich in die Stadt ein. 1528 stellte er eine Urkunde aus, die den bereits 1522 erfolgten Verkauf Riehens an die Stadt Basel bestätigte. Im Zuge der Reformation sah er sich gezwungen, seinen Sitz definitiv nach Porrentruy zu verlegen, wo bereits seine Vorgänger die meiste Zeit residiert hatten. Von dort aus konnte er die Ausbreitung der Reformation in grossen Teilen der Diözese und des Fürstbistums nicht verhindern. Aufgrund der Zahlungsunfähigkeit des Hochstiftes gelangte der Bischof in finanzielle Abhängigkeit zur protestantischen Stadt Basel.